# Pinus henryi
Pinus henryi — це вид роду сосна родини соснових.
Ендемічний в Китаї.

## Поширення
У Китаї поширений у провінціях: Хебей, Хубей, Хунань, Шеньсі, Сичуань.